# Sovjetunionens upplösning

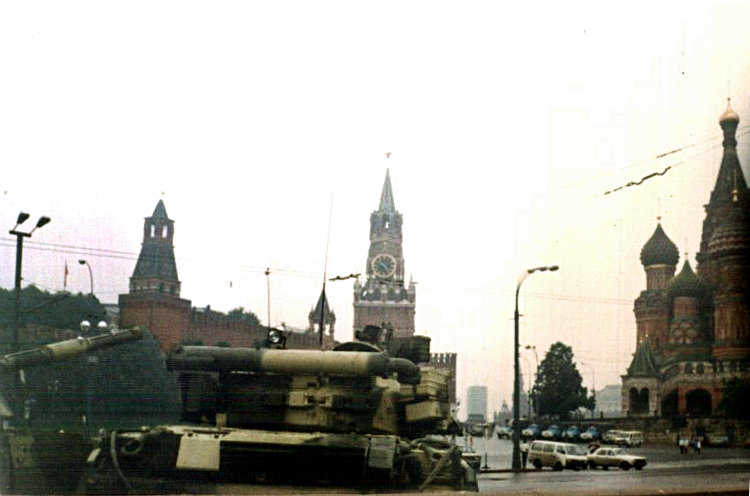
Stridsvagnar på Röda torget under Augustikuppen 1991.

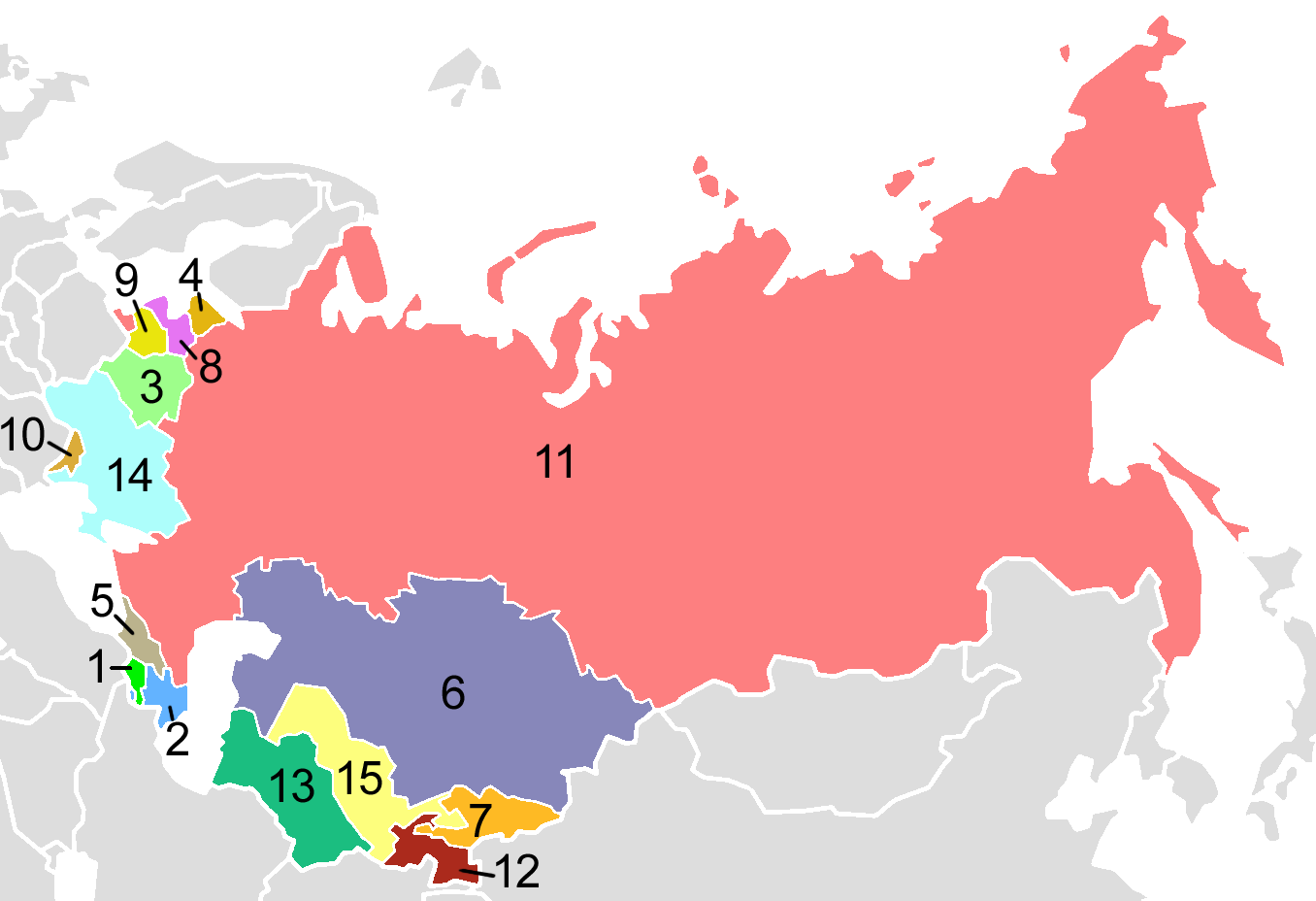
Sovjetunionens upplösning ledde till att flera nya och nygamla självständiga stater upprättades.

Sovjetunionens upplösning (ryska: распад СССР/raspad SSSR) är den process som slutligen ledde till att Sovjetunionen upplöstes den 31 december 1991. Estland, Lettland och Litauen hade redan i september samma år åter blivit självständiga stater. Händelsen relateras ofta till Michail Gorbatjovs tid som generalsekreterare för Sovjetunionens kommunistiska parti, de ekonomiska problemen under sent 1980-tal och tidigt 1990-tal samt Augustikuppen och slutet på Kalla kriget.

## Historia
När Michail Gorbatjov blev Sovjetunionens ledare i mars 1985 införde han reformprogrammen perestrojka och glasnost. Han hoppades på att hans reformer skulle rädda Sovjetunionens ekonomi, resultatet blev dock inte som han tänkte sig. Den ekonomiska förändringen ledde efter några år till livsmedelsbrist och svår inflation och den ökade demokratin ledde till att många grupper i olika delar av landet började kräva politisk frihet. I augusti 1991 gjorde åtta av Michail Gorbatjovs närmaste män en statskupp, den så kallade augustikuppen, och tog över makten. Kuppmakarna ville återinföra den gamla ordningen, men kuppen misslyckade, sedan stora delar av befolkningen, samt arméns och även den ryska delrepublikens president Boris Jeltsin gjort motstånd.
Efter kuppen kunde Michail Gorbatjov återgå till sin post, men hade i praktiken förlorat sin makt till Boris Jeltsin. Som Rysslands president erkände Boris Jeltsin de baltiska staternas självständighet och upplöste kommunistpartiet. Den 31 december 1991 upplöstes Sovjetunionen och ersattes av 15 självständiga stater (Armenien, Azerbajdzjan, Estland, Georgien, Kazakstan, Kirgizistan, Lettland, Litauen, Moldavien, Ryssland, Tadzjikistan, Turkmenistan, Ukraina, Uzbekistan och Vitryssland).